# Sargus cuprarius
Sargus cuprarius – gatunek muchówki z rodziny lwinkowatych i podrodziny Sarginae.
Gatunek ten opisany został w 1758 roku przez Karola Linneusza jako Musca cupraria.
Muchówka o smukłym ciele długości od 6 do 10,5 mm. Głowa jest ku przodowi wydłużona, dychoptyczna u obu płci. Twarz jest czarnozielona, czoło błyszcząco zielone, a aparat gębowy żółty. Metalicznie zielony tułów cechuje białe owłosienie. Skrzydła mają pośrodku brunatną plamę. Przezmianki mają barwę brunatną z pomarańczową główką. Odwłok samca jest z wierzchu metalicznie zielony, bardziej z tyłu z fioletwozłotym połyskiem, a od spodu błyszcząco czarnozielony. U samicy odwłok jest ciemniejszy. Odnóża są głównie lub całkowicie czarne.
Owad holarktyczny, znany z prawie całej Europy, z wyjątkiem Portugalii, południa Bałkanów i Irlandii. W Polsce pospolity. Imagines są aktywne od maja do sierpnia.